# 圣艾蒂安-莱勒米尔蒙
圣艾蒂安-莱勒米尔蒙（法語：Saint-Étienne-lès-Remiremont，法語發音：[sɛ̃.t‿etjɛn lɛ ʁəmiʁmɔ̃] ⓘ，意为“勒米尔蒙附近的圣艾蒂安”）是法国大东部大区孚日省的一个市镇，属于埃皮纳勒区。该市镇2009年时的人口为3,840人。

## 人口
圣艾蒂安-莱勒米尔蒙人口变化图示
| 数据来源：INSEE |